# Cretocateres mongolicus
Cretocateres mongolicus is een keversoort uit de familie schorsknaagkevers (Trogossitidae). De wetenschappelijke naam van de soort werd in 1986 gepubliceerd door Alexander Georgievich Ponomarenko.